# امتحان (فیلم ۱۳۸۰)
امتحان فیلمی به کارگردانی و نویسندگی ناصر رفایی ساختهٔ سال ۱۳۸۰ است.

## بازیگران
- پریسا حیدری کاشی
- رایا نصیری
- فرزین آقایی
- اقدس خوش مو
- ناهید رفایی
- سیدعلی حسینی
- نسیم صلاحی نژاد
- زویا خان بابایی
- ناهید سرومیلی
- زویا خان بابایی
- سمیه باباوند
- محمدرضا اسدی
- سارا اسدی
- زهره گردان
- مریم جهانی مطلق
- بیتا اکبری
- آزاده شهبازی
- فیروزه احمدیان
- نرگس نصیری
- رضا نیاکان
- ساناز افشاری
- معصومه ارجمندی
- لیلا قاسمیان مبرهن
- فریبا مقدسی نژاد
- وحیده آقاداداشی
- مریم مظلومی
- یعقوب غفاری
- ساناز مرشدی
- لادن کورانی
- نوشین نظری
- تیمور احسانی